# Шимкус, Домантас
Домантас Шимкус (лит. Domantas Šimkus, род. 10 февраля 1996, Литва) — литовский футболист, полузащитник клуба «ФА Шяуляй» и сборной Литвы.

## Клубная карьера
Домантас Шимкус начал заниматься футболом с ранних лет, играя за НБА. В 2013 году переехал в Данию, чтобы получить больше футбольного мастерства от тренеров ФК «Ольборг».
Профессиональную карьеру начал в 2016 году на родине, в клубе «Атлантас». В столь молодом возрасте он сумел зацепиться за основной состав и сыграл за три сезона 59 матчей, в которых забил 3 мяча.
1 июля 2018 года Домантас подписал долгострочный контракт с Вильнюсским «Жальгирисом». 30 сентября 2018 года вместе с командой завоёвывает первый «трофей» — Кубок Литвы по футболу

## Карьера в сборной
17 ноября 2018 года дебютировал за национальную сборную Литвы в матче Лиги Наций 2018/2019 против Румынии, выйдя на поле в основном составе и отыграв 65 минут.

## Достижения
«Жальгирис»
- Обладатель Кубка Литвы: 2018